# Gisuma (periodiskt vattendrag i Burundi, Bubanza)
Gisuma är ett periodiskt vattendrag i Burundi.   Det ligger i provinsen Bubanza, i den nordvästra delen av landet, 21 kilometer nordost om huvudstaden Bujumbura.
I omgivningarna runt Gisuma växer i huvudsak städsegrön lövskog. Runt Gisuma är det tätbefolkat, med 308 invånare per kvadratkilometer.